# Александар Тодоровић
Александар Тодоровић, познат под надимком Бекан (Београд, 6. фебруар 1963 српски је мултимедијални уметник који се бави уметничким акробацијама, књижевник, перформер, глумац и радио водитељ. У последње време мешају га са глумцем истог имена и презимена познатог као Саша Пантић из филмског серијала Тесна кожа.

## Радио
На радију Б92 ради од фебруарa 1992. године. Сарађивао је у емисијама „Лепи ритам срца“ до 2000-те, а од тада делује у екипи Игора Бракуса у емисији „Бракус од три до пет“, све до данас.

## Књижевност
Објавио је књигу поезије „Бекан у стиху ретроспектива успомена“ 2008. године.

## Телевизија
Поред водитеља Зорана Кесића и Игора Бугарског учествовао је у емисији забавног карактера Фајронт република, која се емитовала од 21. децембра 2008. до 26. јуна 2011. Такође, од октобра 2014. до јуна 2015. учествовао је у емисији Бракусови добри људи, на Радио Телевизији Војводине.

## Глума
Као глумац појавио се у Муње! из 2001. године, а глумио је и у више епизода Миле против транзиције (ТВ серија 2003-2007)

## Остало

### Филмографија
| 2000-те | 2000-те                            | 2000-те        | 2000-те | 1996. | Мали кућни графити (ТВ серија) | Сподоба |
| 2001.   | Муње!                              | Генерација екс |         |       |                                |         |
| 2003.   | Миле против транзиције (ТВ серија) | Милетов ортак  |         |       |                                |         |